# Опалинский, Ян (1581—1637)
Ян Опалинский (1581—1637) — польский магнат, каштелян калишский (1621—1623), воевода калишский (1623—1628), и познанский (1628—1637), староста иновроцлавский.

## Биография
Представитель польского магнатского рода Опалинских герба «Лодзя». Старший сын каштеляна рогозьновского Яна Опалинского (1546—1598) и Барбары из Остророга Львовской. Младший брат — каштелян и воевода познанский Пётр Опалинский.
С 1617 года — староста иновроцлавский, с 1621 года — каштелян калишский, с 1624 года — воевода калишский, с 1628 года — воевода познанский.
Не играл важной роли в политической жизни Речи Посполитой. Прославился в первую очередь как умный и учёный человек. Он вырос в магнатской семье с культурными и меценатскими традициями. Его отец пользовался у современников славой любителя книг. Ян Опалинский был также знатоком классических языков, богословия и философии, перевел на польский язык большую часть произведений Тацита. Как ревностный католик, делал щедрые подношения на религиозные цели.
Ян Опалинский был одним из немногих поляков, которые являлись членами Ордена Рыцарского Почитания Непорочного Зачатия, основанного Фердинандом II. Учредил монастырь реформаторов в Лабишине, основал костёл в Опаленице и начал строительство костёла в Гродзиске.

## Семья и дети
Был женат на Урсуле Потулицкой (ум. после 1659), от брака с которой у него было пять сыновей и семь дочерей. Из сыновей двое умерли в раннем возрасте.
- Александр (ум. 1647), староста иновроцлавский
- Ян Константин (1628 — ок. 1672), ротмистр королевский (1648)
- Ян Леопольд (ок. 1634—1672), каштелян накловский (1668)
- Аполинара, муж — каштелян рогозьновский Войцех Гаевский
- Урсула, муж — Анджей Гродзецкий
- Виктория, 1-й муж — Кшиштоф Прусинский, 2-й муж — Пётр Роводовский
- Ядвига, монахиня
- Теодора, монахиня
- София, монахиня
- Анна, монахиня